# Antonio Cagnoni
Antonio Cagnoni (Godiasco, Italia, 8 de febrero de 1828 - 30 de abril de 1896) fue un compositor italiano de música clásica. Principalmente conocido por sus óperas, su estilo se basa en la utilización de armonías moderadamente disonantes. Compuso también música sacra y un Requiem en 1888.  Contribuyó al tercer movimiento de Quid sum miser, de la Misa por Rossini, una obra en homenaje a Gioacchino Rossini en la que intervinieron 13 compositores.

## Obras
- Rosalia di San Miniato, melodrama en 2 actos con libreto de Callisto Bassi, 28 de febrero de 1845, Conservatorio di Milán.
- I due savoiardi, melodrama en 2 actos con libreto de Leopoldo Tarantini, 15 de junio de 1846, Conservatorio de Milán.
- Don Bucefalo, melodrama en 3 actos con libreto de Callisto Bassi, 28 de junio de 1847, Conservatorio de Milán.
- Il testamento di Figaro, melodrama en 2 actos con libreto de Callisto Bassi, 26 de 1848, Teatro Rè de Milán.
- Amori e trappole, melodrama en 3 actos con libreto di Felice Romani, 27 de abril de 1850, Génova, Teatro Carlo Felice)
- Il sindaco babbeo, ópera cómica en 3 actos con libreto de Giorgio Giachetti, 3 de marzo de 1851, Teatro di Santa Radegonda, Milán.
- La valle d'Andorra, melodrama en 2 actos con libreto de Giorgio Giachetti, 7 de junio de 1851, Teatro della Cannobiana de Milán.
- Giralda, melodrama en 3 actos con libreto de Giorgio Giachetti y Raffaele Berninzone, 8 de mayo de 1852, Teatro di Santa Radegonda de Milán
- La fioraia, melodramma en 3 actos con libreto de Giorgio Giachetti, 24 de noviembre de 1853, Turín, Teatro Nazionale.
- La figlia di Don Liborio, ópera en 3 actos con libreto de Francesco Guidi, 18 de octubre de 1856, Génova, Teatro Carlo Felice)
- Il vecchio della montagna ossia L'emiro, tragedia lírica en 4 actos con libreto de Francesco Guidi, 5 de septiembre de 1860, Turín, Teatro Carignano)
- Michele Perrin. ópera en 3 actos con libreto de Marco Marcelliano Marcello, 7 de mayo de 1864, Milán, Teatro di Santa Radegonda)
- Claudia, drama lírico en 4 actos con libreto de Marco Marcelliano Marcello, 20 de mayo de 1866, Milán, Teatro della Cannobiana.
- La tombola, comedia lírica in 3 actos con libreto de Francesco Maria Piave, 18 de enero de 1867, Roma, Torre Argentina.
- La vergine di Kermo, melodramma romántico en 3 actos, pastiche con música de Carlo Pedrotti, Federico Ricci, Amilcare Ponchielli, Giovanni Pacini, Lauro Rossi, y Alberto Mazzucato, libreto de Francesco Guidi, 16 de febrero de 1870, Cremona, Teatro Concordia.
- Un capriccio di donna, melodrama con libreto de Antonio Ghislanzoni, 10 de marzo de 1870, Génova, Teatro Carlo Felice.
- Papà Martin, ópera en 3 actos con libreto de Antonio Ghislanzoni, 4 de marzo de 1871, Génova, Teatro Politeama Tivoli.
- Il duca di Tapigliano, ópera cómica en 2 actos con libreto de Antonio Ghislanzoni, 10 de octubre de 1874, Lecco, Teatro Sociale.
- Francesca da Rimini tragedia lírica en 4 actos con libreto de Antonio Ghislanzoni, 19 de febrero de 1878, Turín, Teatro Regio.
- Re Lear, tragedia lírica en 4 actos con libreto de Antonio Ghislanzoni, 2009, Martina Franca, Festival della Valle d'Itria.